# 風雲もーれつ城
- もーれつア太郎 > 風雲もーれつ城
- おそ松くん > 風雲もーれつ城
- 天才バカボン > 風雲もーれつ城

『赤塚ギャグ・オールスター 風雲もーれつ城』（あかつかギャグ・オールスター ふううんもーれつじょう）は、『週刊少年サンデー』（小学館）1969年24号に読み切り掲載された、赤塚不二夫とフジオ・プロによる時代劇ギャグ漫画。

## 概要
当時『少年サンデー』に連載されていた『もーれつア太郎』と、過去に連載されていた『おそ松くん』、そして当時連載中断していた『天才バカボン』のキャラクターが登場するクロスオーバー作品で、同年2・3号と21号に読み切り掲載した『ア太郎＋おそ松』を引き継いでの掲載。内容はいわゆるお家騒動もので、抹殺されたもーれつ城の殿様の仇を討ち、そして首謀者の陰謀を暴くというものである。
『バカボン』からバカボン、『おそ松』から月一連載時代にモブとして登場していた「ギャハハおじさん」がクロスオーバー初登場、また原作者の赤塚不二夫自身が、淀川長治風の解説者役で登場する。その一方で、六つ子の出番は1コマのみ、トト子に至っては初めてクロスオーバー作品に登場していない。

## ストーリー
「もーれつ城」城下のとある長屋。少年貝売りのア太郎とデコッ八は、傘張り職人のバカボンのパパに貝を売ろうとするが、「アサリとシジミ買えよ」を「アッサリシンジメーとは何事だ」と間違われて殴られる。パパは町一番のバカなのだ。そこへ「もーれつ城」家老のデカパンが現れるや否や、突然パパにひれ伏す。そしてもーれつ城へ戻ると、殿様に「殿はもしやふたごだスか」と尋ねるが、殿は「ふたごではないが弟がいる」「お城はきゅうくつだと武者修行に出てる」と言う。どうやらパパは殿のそっくりさんだった。
その頃もーれつ城ではよからぬ陰謀が動いていた。家臣の一人イヤミが、家臣仲間のダヨーン・ココロと結託し、殿を抹殺して城を乗っ取ろうと計画していた。そして毒を入手したイヤミはさっそく計画を実行、団子に毒を仕込むと、茶坊主のチビ太が持っていく団子に毒団子を加えた。何も知らない殿は毒団子を食べた途端、毒が全身に回って絶命した。衝撃を受けるデカパン家老。
殿の死に泣き崩れるデカパン家老は、イヤミたち3逆臣が首謀者だと薄々感づいたが、決定的な証拠が掴めない。そこで3逆臣の陰謀を暴くべく、多少のバカさ加減は目を瞑り、パパに殿の替え玉になってもらおうと計画。ア太郎・デコッ八にパパを連れてくると、「殿様になってほしい」と懇願、パパも受理する。そしてパパはイヤミたちの前に現れ、イヤミたちは仰天。一方パパがいなくなったことで、息子のバカボンは「パパにあいたい」とア太郎・デコッ八に頼む。さっそくもーれつ城へ行くが、イヤミによって地下牢へ幽閉、さらにバカボンらの鳴き声を聞いたパパは、バカボンとも知らずに「死刑のハリツケにするのだ」と一言。これを聞いたイヤミは殿の秘密を暴くべく、ある策略をめぐらす。
次の日の朝、バカボンは磔となる。これを見たパパは皆の前に現れ、バカボンを助けるよう懇願。これでパパが殿の替え玉であることがばれてしまった。イヤミら逆臣はここぞとばかりに、デカパン家老を「デカパンは今までだましていた」と攻め立てる。もはやこれまでか。その時チビ太茶坊主が「殿様を殺したのはイヤミだ!!」「毒入り団子を僕に運ばせたんだ!!」と真相を暴露、さらに逆臣仲間のココロも裏切って「知ってるのココロ」と発言した。全てがばれたイヤミとダヨーンはココロを切り捨て、さらに忠臣たちもすべて切り捨てる。そしてイヤミはデカパン家老を追い詰めるが、そこへ殿の弟がやってきた。全てを知った弟はイヤミを一撃で切り捨て、ダヨーンもア太郎たちが退治した。
こうしてお家騒動は無事解決。デカパン家老が新しい殿様となり、弟はまた武者修行の旅に出て行った。一方、用が済んだパパは傘張り職人に戻るが、替え玉時代の殿様気取りは直らず、バカボンの手を焼かせっぱなしであった。

## 登場キャラクターと配役
配列は登場順。

### 『もーれつア太郎』より
- ア太郎、デコッ八：貝売り
- ニャロメ：殿の飼い猫
- ココロのボス：「もーれつ城」家臣にして逆臣イヤミの協力者
- ブタ松：「もーれつ城」門番

この他、ケムンパスがモブとして登場している。

### 『おそ松くん』より
- デカパン：「もーれつ城」家老
- イヤミ：「もーれつ城」家臣にして逆臣
- ダヨーン：「もーれつ城」家臣にしてイヤミの協力者
- チビ太：「もーれつ城」茶坊主
- 六つ子：「もーれつ城」御庭番
- ハタ坊：「もーれつ城」殿様の弟

この他、ラスト1つ前のコマに「ギャハハおじさん」が登場している。

### 『天才バカボン』より
- バカボン：傘張り職人の息子
- バカボンのパパ：傘張り職人、「もーれつ城」殿様
- レレレのおじさん：「もーれつ城」城内掃除人[1]

### その他
- 赤塚不二夫：解説者

## 単行本
本作は次の『ア太郎』単行本に掲載されている。
- 曙コミックス（曙出版）：第6巻
- ボンボンコミックス（講談社）：第6巻
- 竹書房文庫（竹書房）：第5巻
- eBookJapan：第6巻

また次の赤塚漫画混成本にも掲載されている。
- 「赤塚不二夫 爆笑ランド」VOL.3（講談社。1988年）
- 「赤塚不二夫 爆笑ランド 面白すぎてこれでいいのだ」（講談社。2011年）

なお講談社以降の本で、原作や曙版に差別用語が入っている個所は書き換えられている。また、ラストの赤塚解説者のセリフで、原作や曙版にあった「秋にはもっと長い漫画を描く」というセリフは、講談社以降の本では削られている。

## その他
- 当時赤塚の担当編集員であった武居俊樹による著書『赤塚不二夫のことを書いたのだ!!』（文藝春秋）には、本作について「『バカボン』がサンデー連載だから可能だった企画がある」[2]との記述があるが、先述の通り本作発表当時『バカボン』は連載中断中であるのでこれは誤りである。